# Sándor Puhl
Sándor Puhl (Miskolc, 14 de julho de 1955 – 20 de maio de 2021) foi um árbitro de futebol húngaro, além de publicitário.
Árbitro da FIFA desde 1988, mediou a Final da Copa do Mundo FIFA de 1994 entre Brasil e Itália, ocorrida em 17 de julho, sendo a primeira final de Copa do Mundo a ser decidida nas penalidades. Durante a Copa, Puhl apitou outras três partidas: México 0–1 Noruega (19/06, pelo Grupo E), Brasil 1–1 Suécia (28/06, pelo Grupo B) e Espanha 1–2 Itália (09/07), nas quartas de finais. Na partida vencida pelos italianos contra os espanhóis, a FIFA utilizou recurso de vídeos pela primeira vez numa partida. O jogador italiano Tassotti desferiu uma cotovelada no espanhol Luis Enrique dentro da área italiana. Sandor Puhl não assinalou o pênalti, e tampouco a FIFA fez algo durante a partida para alterar o resultado, mas Tassotti foi suspenso por oito partidas após a entidade máxima do futebol analisar imagens de TV, e nunca mais vestiu a camisa da seleção da Itália.
Sandor foi premiado em quatro oportunidades como melhor árbitro do mundo pela IFFHS, entre 1994 e 1997.[carece de fontes?]
Apitou a final do campeonato Paulista de 1997, entre Corinthians 1x1 São Paulo, a qual foi vencida pelo time do parque São Jorge que tinha a vantagem do empate.[carece de fontes?]
Em dezembro de 1997 Puhl foi suspenso pela UEFA pelo resto daquela temporada devido a um incidente na partida da Liga dos Campeões da UEFA entre Feyenoord e Manchester United. O lance que motivou a suspensão foi a entrada violenta de Paul Bosvelt, do Feyenoord, no joelho de Denis Irwin, do Manchester. Mesmo tendo visto o ocorrido, não tomou qualquer atitude. Encerrou a carreira em novembro de 2000.[carece de fontes?]
A morte do Puhl foi divulgada em 20 de maio de 2021.